# Vlag van Atlántico

Vlag van Atlántico (ratio 3:5)

De vlag van Atlántico bestaat uit drie horizontale banden in de kleurencombinatie wit-rood-wit. De vlag is in gebruik sinds 27 november 1989; voorheen had het departement geen eigen vlag.